# Tony Deane-Drummond
Anthony „Tony“ John Deane-Drummond, CB, DSO, MC & Bar (* 23. Juni 1917 in Upton-upon-Severn, Worcestershire; † 4. Dezember 2012) war ein britischer Offizier der British Army, der als Generalmajor zwischen 1966 und 1968 Kommandeur der 3. Division (3rd Division) sowie zuletzt von 1968 bis 1970 stellvertretender Chef des Verteidigungsstabes für Operationen (Assistant Chief of the Defence Staff (Operations)) war.

## Leben
Anthony „Tony“ John Deane-Drummond, Sohn von Oberst J. D. Deane-Drummond, begann nach dem Besuch des Marlborough College eine Offiziersausbildung an der Royal Military Academy Woolwich. Nach deren Abschluss wurde er am 28. Januar 1937 zum Leutnant (Second Lieutenant) befördert und in die Fernmeldetruppe (Royal Corps of Signals) übernommen. Im Anschluss fand er zahlreiche Verwendungen als Offizier und Stabsoffizier. Für seine Verdienste im Zweiten Weltkrieg wurde er 1942 mit dem Military Cross (MC) ausgezeichnet. Am 10. Juni 1946 wurde ihm zudem eine Spange (Bar) zum Militar Cross verliehen. Nach zahlreichen weiteren Verwendungen wechselte er zur Fallschirmjägertruppe. Er war später als Oberstleutnant (Lieutenant-Colonel) Kommandeur (Commanding Officer) des 22. Regiments des Special Air Service (SAS) und wurde als solcher für einen Einsatz auf der Arabischen Insel gegen Rebellen bei al-Dschabal al-Achdar in Oman mit dem Distinguished Service Order (DSO) ausgezeichnet.
Im März 1961 wurde Deane-Drummond als Brigadegeneral (Brigadier) Kommandeur der 44. Fallschirmjägerbrigade (Commanding, 44th Parachute Brigade) und behielt diesen Posten bis Oktober 1963. Im Anschluss fungierte er zwischen Oktober 1963 und Mai 1966 als Assistierender Kommandant der Royal Military Academy Sandhurst. Er war des Weiteren vom 1. Mai 1966 bis 1. Mai 1971 Regimentskommandeur der Fernmeldetruppen (Colonel Commandant, Royal Corps of Signals).
Als Generalmajor (Major-General) löste Tony Deane-Drummond Generalmajor Cecil Blacker im Juni 1966 als Kommandeur der 3. Division (General Officer Commanding, 3rd Division) ab und behielt diese Funktion bis Juli 1968, woraufhin Generalmajor Terence McMeekin seine Nachfolge antrat. Zuletzt wechselte er ins Verteidigungsministerium (Ministry of Defence) und wurde dort im September 1968 stellvertretender Chef des Verteidigungsstabes für Operationen (Assistant Chief of the Defence Staff (Operations)). Er bekleidete diesen Posten bis zu seinem Eintritt in den Ruhestand am 1. Dezember 1970. Er wurde am 1. Januar 1970 auch Companion des Order of the Bath (CB).
Aus seiner Ehe mit Mary Evangeline Boyd ging die Tochter Angela Deane-Drummond hervor.

## Veröffentlichungen
- Return ticket, 1953
- Riot control, 1975
- Arrows of fortune, Autobiografie, 1992